# イチコ
株式会社イチコ（ICHIKO CO.,LTD.）は、新潟県上越市に本社を置き、同市周辺を営業基盤とするスーパーマーケット「イチコ」を運営する企業。

## 概要・歴史
1871年、高田（のちの高田市、現：上越市）で鮮魚商として創業。1950年（昭和25年）に株式会社へ改組し、1961年（昭和36年）から食品スーパー事業を開始した。以来高田市をはじめ直江津市（現：上越市）、新井市（現：妙高市）など上越地方内で店舗を展開している。
CGCグループ加盟。同グループ加盟で同市に本社を置くアクシアル リテイリング傘下のナルスと競合関係にあるが、イチコは元々鮮魚商であったことから鮮魚・精肉部門を重点的に強化している他、自社ブランド「貴菜」を展開するなど、惣菜・漬物の製造にも力を入れている。
なお、社章は「一」と「小」を組み合わせたものである。「一小」でイチコと読ませる。

## 店舗

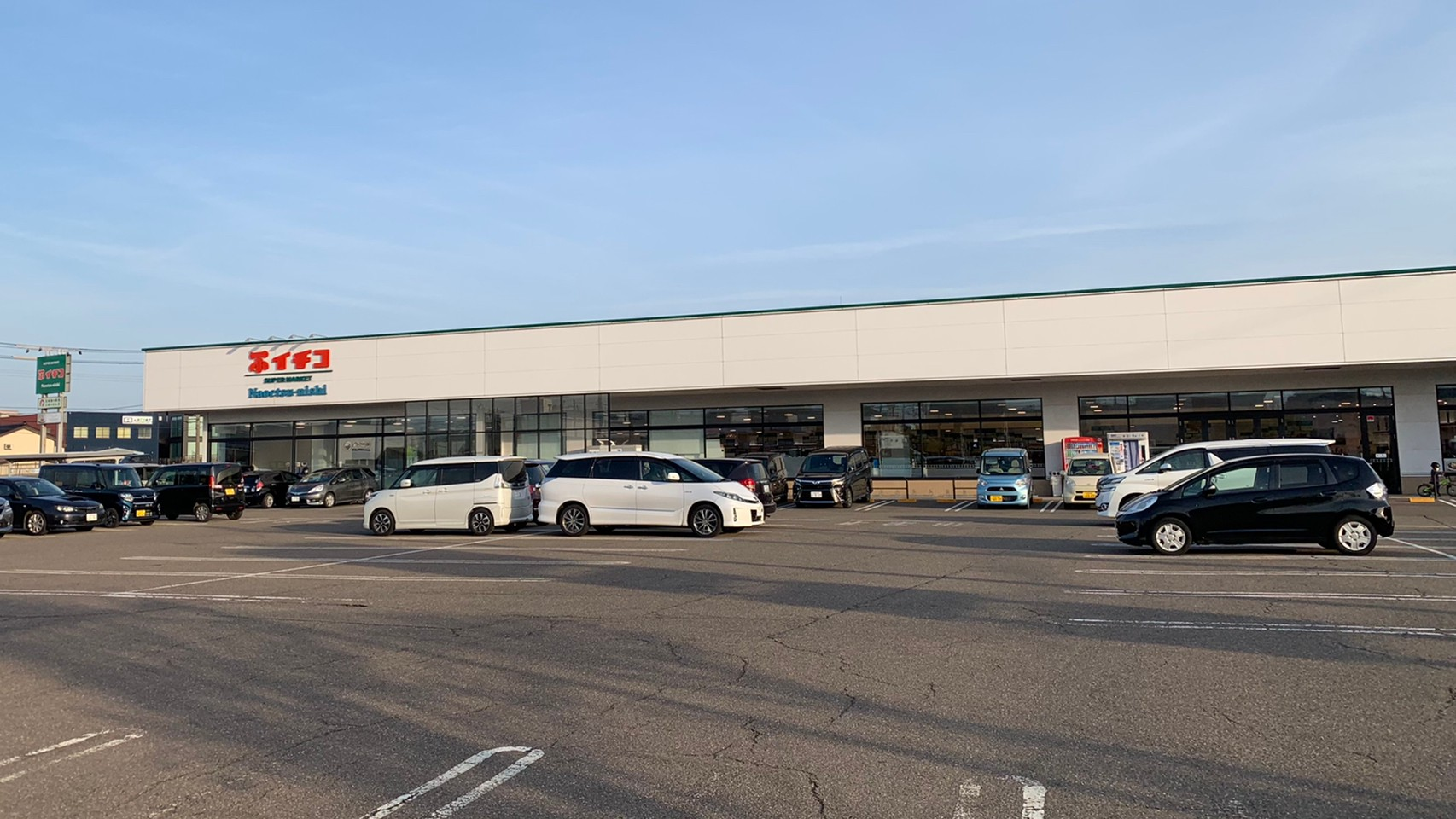
直江津西店（2021年5月）

- 本店（店舗としては2016年3月閉店[1]） - 上越市本町1-5-4
- 幸店 - 上越市幸町1-1
- 新井店 - 妙高市石塚町1-520
- 高田西店 - 上越市大字飯747番地
- 直江津店 - 上越市下源入277番地5
- 直江津西店 - 上越市五智一丁目4番地
- 高田南店 - 上越市南本町2－15－1
- 糸魚川店 - 糸魚川市横町5－6－77
- 惣菜センター（貴菜） - 上越市大字中田原85番地